# Гулбарга (округ)
Гулбарга (каннада ಗುಲಬರ್ಗಾ ಜಿಲ್ಲೆ; урду گلبرگہ) — найбільший за площею округ в індійському штаті Карнатака.